# Lakeshore Entertainment
Lakeshore Entertainment Group, LLC es una independiente compañía de producción de películas estadounidenses, basado en Beverly Hills, fundada en 1994 por Tom Rosenberg y Ted Tannebaum. Ha producido más de 60 películas, incluido nominada a un Oscar el drama deportivo dirigido por Clint Eastwood, Million Dollar Baby (2004) protagonizada por Eastwood, Hilary Swank y Morgan Freeman. Sigurjón Sighvatsson fue el primer presidente de la empresa y se desempeñó de 1994 a 1998. Fue reemplazado por el productor Gary Lucchesi.
La compañía también tiene una división de música independiente Lakeshore Records. En 2013, lanzó la sucursal de Lakeshore Television y en 2015 Off the Dock, un estudio digital, que se enfoca en la demografía de YouTube. La compañía también tiene su propia tercera sucursal Lakeshore International, que se especializa en la venta y distribución internacional de películas.
En marzo de 2019 la compañía puso a la venta su filmoteca. La biblioteca incluye 300 títulos, como la biblioteca New World Pictures (que Lakeshore adquirió en 1996). En octubre de 2019 vendió su biblioteca y operación internacional a Vine Alternative Investments por aproximadamente $200 millones.

## Películas
- Ver también categoría: Películas de Lakeshore Entertainment.

## Televisivo
- 2018: Heathers (Paramount Network) (coproducción con Gyre & Grill Productions y Underground Films)